# 梁聯第
梁聯第（？—？），清朝政治人物。甘肅靈川縣人。
梁聯第為舉人出身。嘉慶十年（1805年）六月，出任湖南永順府龍山縣知縣。